# Ortheziolacoccus millari
Ortheziolacoccus millari är en insektsart som beskrevs av Ferenc Kozár och Konczné Benedicty in Kozár 2004. Ortheziolacoccus millari ingår i släktet Ortheziolacoccus och familjen vaxsköldlöss.
Artens utbredningsområde är Tanzania. Inga underarter finns listade i Catalogue of Life.